# Heartwork
Albums de Carcass
Necroticism – Descanting the Insalubrious
(1991) Swansong
(1996)
Singles
1. The Heartwork EP
Sortie : 1994

Heartwork (littéralement Œuvre du cœur) est le quatrième album studio du groupe de metal extrême britannique Carcass sorti le 18 octobre 1993,. L'album est reconnu comme étant l'un des grands classiques du death metal mélodique et est considéré comme le véritable chef-d’œuvre du groupe,.
Cet album marque aussi un tournant dans la carrière du groupe car c'est le premier à ne plus incorporer d'éléments de grindcore.

## Album
Des clips vidéo sont sortis pour les morceaux Heartwork et No Love Lost.

La pochette représente une œuvre de Hans Ruedi Giger

## Réception
Dans une interview d'octobre 2007, Matt Drake, chanteur d'Evile, a déclaré qu’Heartwork était « l'un des meilleurs albums de tous les temps ».
En 2013, Hans Schteamer de Pitchfork décrit l'album comme le « chef d’œuvre de mi-carrière de Carcass ».
Johnny Loftus d'AllMusic considère qu’Heartwork est l'« album qui a rendu Carcass célèbre ».
Selon le magazine Hard Rock, 3 000 exemplaires de cet album avaient été vendus en France fin 1995.
Un groupe tire même son nom de l'un des morceaux de l'album, Carnal Forge.

## Liste des titres
Toutes les paroles ont été écrites par Jeff Walker.
| No  | Titre                    | Musique              | Durée |
| --- | ------------------------ | -------------------- | ----- |
| 1.  | Buried Dreams            | Bill Steer           | 3:59  |
| 2.  | Carnal Forge             | Michael Amott, Steer | 3:55  |
| 3.  | No Love Lost             | Steer                | 3:23  |
| 4.  | Heartwork                | Amott, Steer         | 4:33  |
| 5.  | Embodiment               | Amott, Steer         | 5:36  |
| 6.  | This Mortal Coil         | Amott, Steer         | 3:50  |
| 7.  | Arbeit Macht Fleisch     | Steer                | 4:22  |
| 8.  | Blind Bleeding the Blind | Steer                | 4:57  |
| 9.  | Doctrinal Expletives     | Amott, Steer         | 3:39  |
| 10. | Death Certificate        | Amott, Steer         | 3:41  |

| 11. | This Is Your Life            | 4:08 |
| 12. | Rot 'n' Roll                 | 3:51 |
| 13. | Carnal Forge (live in Tokyo) | 4:25 |
| 14. | Heartwork (live in Tokyo)    | 5:01 |

## Classement hebdomadaire
L'album est monté à la 23e place du Billboard Heatseekers en 1994. 
| Classement                    | Meilleure position |
| ----------------------------- | ------------------ |
| Royaume-Uni (UK Albums Chart) | 67                 |

## Composition du groupe
- Jeff Walker - Basse, chant et paroles.
- Bill Steer - Guitare solo.
- Michael Amott - Guitare solo.
- Ken Owen - Batterie[1],[2].

## Membres additionnels
- Colin Richardson - Producteur et mixage audio[4].
- Keith Andrews - Ingénieur du son.
- Dave Buchanan - Ingénieur du son (assistant).
- Andrea Wright - Ingénieur du son (assistant).
- Hans Ruedi Giger - Sculpture de couverture.
- Jurg Kümmer - Photos.
- Andrew Tuohy - Design.